# Aranyossy Ákos
Aranyossy Ákos (Kassa, 1870. május 6. – Kassa, 1898. szeptember 29.) festő és rézmetsző.

## Életpályája
1886-ban kezdett tanulni a Müncheni Képzőművészeti Akadémián Raabnál, később Hollósy Simonnál tanult, majd egy évet Rómában töltött. Hazatérve szülővárosában telepedett le. 1895-től részt vett a Képzőművészeti Társulat kiállításain.
Legismertebb olajfestménye Bubics Zsigmond püspök portréja, rézkarcai közül pedig Bubics Zsigmond arcképe (1893), Mosogató asszony (1895) és Téli tájkép (1892). Több rézkarcát a Magyar Nemzeti Galéria őrzi.